# 데모크라타 FC
데모크라타 푸치보우 클루비(Democrata Futebol Clube)는 데모크라타(Democrata), 데모크라타 지 세치라고아스(Democrata de Sete Lagoas), 데모크라타-SL(Democrata-SL) 등으로 잘 알려진 브라질의 축구단으로 미나스제라이스주의 세치라고아스를 연고로 한다.

## 선수 명단

### 현역
참고: FIFA 자격 규정에 따라 소속된 국가대표팀 국기를 표시합니다. 선수는 복수의 FIFA 비회원국 국적을 가지고 있을 수 있습니다.
| 번호 | 포지션 | 국적 | 이름 |
| ---- | ------ | ---- | ---- |

| 번호 | 포지션 | 국적 | 이름 |
| ---- | ------ | ---- | ---- |

## 역대 감독
| 감독                      | 임기        |
| ------------------------- | ----------- |
| 반데를레이 루솀부르구     | 1985        |
| 주앙 카를루스 두스 산투스 | 2008 ~ 2009 |

틀:데모크라타 FC 감독
틀:캄페오나투 미네이루 2부 리그